# ネパールの政治
ネパールの政治（ネパールのせいじ）の特徴は共和制の枠組みの中での複数政党制の議会制民主主義である。
2008年現在は国家の長（元首）・大統領はラーム・バラン・ヤーダブが、政府の長・首相はプラチャンダが務めていたが、2009年5月4日辞任し、現在は空席である。行政権は内閣に属し、立法権は内閣と制憲議会に与えられている。大統領は象徴的存在である。
2008年5月28日まで、ネパールは立憲君主国であった。その日、毛沢東派が多数を占める制憲議会が憲法を改正し、王制を廃止し、連邦民主共和国を成立させた。新憲法施行後、制憲議会は連邦議会へと発展的解消をした。

## 政治の動き

### ラナ宰相家の打倒と第一次民主主義期
1951年、それまで国王を傀儡化し、宰相職を世襲し、独裁権力をほしいままにしてきたラナ家が打倒され、インドから帰国したトリブバン国王は王政復古を宣言した。国王は民主化を推進したが、病に倒れ、1955年死去する。
跡を継いだのがマヘンドラ国王である。マヘンドラもはじめは民主化を志した。そして、1959年には初めて複数政党制による議会選挙が行われ、ネパール会議派が勝利し、ビシュエシュワル・プラサード・コイララが首相に選出された。

### マヘンドラ国王の独裁
B.P.コイララは封建的土地制度の改革などの民主的な政策を矢継ぎ早に実施しようとしたため、マヘンドラ国王と対立した。マヘンドラは1960年、クーデターを起こし、議会を解散し、コイララはじめ閣僚を逮捕投獄した。以来、1990年に至るまで、30年にわたり国王による独裁が続くこととなる。マヘンドラ国王はさらに、1962年に憲法を制定する。この憲法は、
1. すべての政党を禁止する。
2. パンチャーヤト制という極端な間接民主主義により、国王に有利な政治を行う。
3. 首相や閣僚、主な地方長官は国王が任命する。

といった内容のものであった。
1980年に憲法の改正がなされ、「国家パンチャーヤト」といわれる一種の議会が公選制になるが、政党活動は依然として禁止されていた。

### 1990年–1996年:議会君主制
事実上の国王の独裁は、国民の運動（ジャナ・アンドラン）に直面し、1990年、ビレンドラ国王は国王を国家の長（元首）とし、首相を政府の長とする複数政党制による議会君主制民主主義に同意した。（同時にパンチャーヤト制も廃止され1990年憲法が制定される。）
1990年憲法の規定するネパールの立法機関は二院制であり、下院（代表院）と上院（国家評議会）からなっていた。下院は国民から直接選ばれた205人の議員からなる。上院は定員60人、そのうち10人は国王から選ばれ、35人は下院から選ばれる。残りの15人は、町村から選ばれた人たちの団体によって選ばれる。
上下両院の任期は5年であるが、任期途中でも国王が解散した場合は任期が終了する。18歳以上のすべての国民には投票権を有している。
行政権は国王と閣僚会議（内閣）からなり、連立内閣のリーダーもしくは選挙で最大の議席を得た政党からは首相が選ばれた。閣僚は首相の推薦により、国王が指名した。
軍の最高指揮権は国王にあった。これが後に民主主義を後退させる原因となる。
ネパールにおける政権は非常に不安定な傾向があった。1991年以来、二年以上続いた内閣はなかった。内紛で崩壊するか、国王による議会の解散によるものでいずれも短命に終わった。1991年に行われた、30年ぶりの自由で公正な立法議会選挙では、ネパール会議派が勝利しギリジャー・プラサード・コイララが首相に選出された。
1994年の立法議会選挙ではネパール統一共産党が第一党となり、ネパールはアジアで初の共産党に指導された君主国となり、マン・モハン・アディカリが首相となった。しかし、一年たたずしてネパール会議派と国民民主党が内閣不信任案を可決しあっけなく倒れた。
その後で行われた1994年11月15日の総選挙では過半数を獲得した政党がなく、数年間、不安定な連立内閣の時代が続いた。1999年5月の総選挙ではネパール会議派が過半数を占め、単独内閣を組織した。この選挙以来、3人のネパール会議派の首相が続いた。
1. クリシュナ・プラサード・バッタライ 1999年5月31日-2000年3月17日
2. ギリジャー・プラサード・コイララ 2000年3月20日-2001年7月19日
3. シェール・バハドゥル・デウバ 2001年7月23日-2002年10月4日

### ネパール内戦
話は前後するが、1995年3月、武装闘争により共産主義国家をめざすネパール共産党毛沢東主義派（マオイスト）が地下政党として組織された。1996年2月4日、その公然組織「統一人民戦線ネパール」の名で「40か条の要求」をデウバ政権につきつけ、拒否されるとそれを口実に2月13日各地で警察などを襲い、ゲリラ戦を開始した。マオイスト側はこれを「人民戦争」と呼んだが、一般には「ネパール内戦」といわれる。この内戦は2006年11月の「包括的和平協定」まで11年間続くことになる。マオイストは順次実効支配地域を広め、支配地域には「人民政府」を組織して共産主義による統治を行った。

### ギャネンドラ国王の独裁
2001年6月1日、ネパール王族殺害事件でビレンドラ国王、昏睡状態で即位したディペンドラ国王は死亡し、反民主的なギャネンドラが国王として即位する。
2002年10月4日、ギャネンドラは国会解散中、デウバ首相を突然罷免、全閣僚を解任し、国王親政を敷く。ここにいたって1990年の民主化運動の成果は踏みにじられた。主要六政党が国王にデウバ解任の違憲性を申し入れると、国王は王党派のロケンドラ・バハドゥル・チャンダを首相とする。以後、国王と議会の確執が続く。